# Portmore Reservoir
Das Portmore Reservoir, auch Portmore Loch, ist ein Stausee in der schottischen Council Area Scottish Borders.

## Geographie
Der See liegt auf einer Höhe von 306 Metern vor der Nordwestflanke der Moorfoot Hills, genauer dem Dundreich, rund drei Kilometer nordöstlich von Eddleston. Rund vier Kilometer nordöstlich befindet sich das deutlich größere Gladhouse Reservoir.
Wesentlicher Zufluss ist der an der Südseite einmündende Bach Loch Burn, der nahe der Kuppe des Dundreichs entspringt. Ein Erdwall an der Nordseite staut den See auf. An diesem fließt der Loch Burn ab, der sich flussabwärts mit dem Tweeddale Burn zum Fullarton Water vereint und das Edgelaw Reservoir in Midlothian speist.
Das Einzugsgebiet des Portmore Reservoirs beträgt 269 Hektar. Aus einer mittleren Tiefe von 5,1 Metern und einer Seefläche von 41 Hektar resultiert ein Stauvolumen von 2.086.397 Kubikmetern. Die maximale Tiefe des Portmore Reservoirs beträgt 12,5 Meter; sein Umfang drei Kilometer. Über Loch Burn, Fullarton Water, Edgelaw Reservoir, Redside Burn, South Esk und Esk entwässert das Portmore Reservoir schließlich in den Firth of Forth.

## Geschichte
Das Portmore Reservoir gehört zu einem Netz von Stauseen entlang der Flüsse North und South Esk. Es wurde im 19. Jahrhundert zur Versorgung von Edinburgh aufgebaut, nachdem die älteren Stauseen in den Pentland Hills nicht mehr den Anforderungen genügten. Der See wurde um 1878 aufgestaut. Er dient heute noch der Trinkwasserversorgung und wird von Scottish Water betrieben. Der Ingenieur James Leslie plante die Anlage.